# Graveyard Classics II
Graveyard Classics II – drugi cover album amerykańskiej grupy muzycznej Six Feet Under. Wydawnictwo ukazało się 19 września 2004 roku nakładem wytwórni muzycznej Metal Blade Records. Na płycie znalazły się utwory pochodzące z albumu Back in Black formacji AC/DC.

## Lista utworów
1. "Hells Bells" – 5:11
2. "Shoot to Thrill" – 5:17
3. "What Do You Do for Money Honey" – 3:36
4. "Givin' the Dog a Bone" – 3:32
5. "Let Me Put My Love into You" – 4:14
6. "Back in Black" – 4:24
7. "You Shook Me All Night Long" – 3:30
8. "Have a Drink on Me" – 3:58
9. "Shake a Leg" – 4:03
10. "Rock and Roll Ain't Noise Pollution" - 4:19